# 京仁アラベッキル
京仁アラベッキル（キョンインアラベッキル）は、大韓民国ソウル特別市内の漢江と、仁川広域市の黄海（京畿湾）とを結ぶ運河。総延長は約18km。以前は京仁運河と呼ばれていた。

## 概要
ソウル特別市江西区開花洞の幸州大橋付近から仁川広域市西区始川洞を経て黄海へ至る経路で建設された。総延長約18kmのうち大部分は放水路を拡幅して利用するため、実質的な新規開設区間は4km弱とされる。 
2009年6月に着工され2011年10月に完成した。その後、6ヶ月間の試験運行を経た後の2012年5月25日、李明博大統領も出席して京仁アラベッキルの開通式が行われた。運河の完成で、外国から直接ソウル市内に貨客船を呼び込めることとなるため、中国航路を想定し、龍山や汝矣島などにフェリーターミナルを建設する構想も浮上している。

## 名称の由来
京仁運河の名称「アラベッキル」は公募によって選ばれ、2009年5月に命名された。「船の道」「航路」をあらわすペッキル（뱃길）に、アラ（아라）を加えた造語。アラはアリランの歌詞から取られたもので、民族の文化や精神の意味を持たせている。また、漢江の古称のひとつであるアリス（阿利水/아리수）を連想させる意味もあるという。

## 事業の経緯
京仁運河建設計画は、1987年の大統領選挙で当時の与党である民主正義党の盧泰愚候補（当選）が選挙公約として掲げていた。
1995年より、民間企業体が建設計画を進めていたが、環境保護団体の反対により2003年に頓挫した。その後、2008年に韓国水資源公社が公共事業として進めることを決定し、翌2009年より建設に着手。実施に当たっては、民間事業体が計画していた規模を縮小、運河幅を100mから80mへ、水深を6.3mと変更し、総事業費を2兆2500億ウォンに押さえ込んでいる。 
2008年に直面した経済危機の中で実施される大土木事業であることから、韓国版のニューディール計画として、雇用創出や波及する経済効果について期待される一方、2003年に頓挫した前計画と同様に自然破壊の危惧は解消されないとして、野党や自然保護団体からは中止を求める意見が出された。また韓国開発研究院（KDI）が2008年12月に提出した京仁運河事業の経済性と妥当性を認める報告書についても、2009年11月に運河の事業主体である水資源公社が韓国海洋水産開発院（KMI）に発注して作成した報告書でKDI報告書の物流予測量は過大に水増しされていることを指摘されるなど、事業による経済効果辞退についても疑問が出された。

## 註
1. ↑  “西海と漢江結ぶ運河が開通　陸上運送分担を期待”. KBSワールドラジオ. (2012年5月25日) 2012年5月30日閲覧。
2. ↑  “경인운하 새이름 “경인 아라뱃길”” (朝鮮語). 韓国経済TV. (2009年4月30日)
3. ↑  “2008년 KDI “경제성 있다” 1년만에…수공 발주 보고서는 경인운하 경제성 부인 （2008年KDI“経済性ある”1年前に・・・水公発注報告書は京仁運河経済性否認）”. ハンギョレ. (2011年9月14日) 2012年5月30日閲覧。